# 米爾茨河
米爾茨河（德語：Mürz）是奧地利的河流，位於該國東南部，河道全長98公里，發源自下奧地利州，流經施泰爾馬克州，最終在穆爾河畔布魯克附近注入穆爾河。
47°24′N 15°17′E / 47.400°N 15.283°E